# رهوان السفلى (بعدان)

تعديل مصدري - تعديل

رهوان السفلى هي إحدى قرى عزلة الحرث بمديرية بعدان التابعة لمحافظة إب، بلغ تعداد سكانها 559 نسمة حسب تعداد اليمن لعام 2004.